# België op het Europees kampioenschap voetbal 2000
België was samen met Nederland gastland van het Europees kampioenschap voetbal 2000. Voor België was het de vierde deelname aan een EK, de vorige keer dateerde van 1984. Robert Waseige was de bondscoach die de Rode Duivels op het toernooi mocht begeleiden. België won de openingswedstrijd van het toernooi, maar verloor nadien twee keer op rij.

## Kwalificatie
België was als gastland rechtstreeks geplaatst voor het EK en hoefde dus geen kwalificatiewedstrijden te spelen.

## Het Europees kampioenschap
België werd voor de loting ondergebracht in pot 1, samen met medeorganisator Nederland, titelverdediger Duitsland en Spanje, het land met de beste UEFA-coëfficiënt. De Rode Duivels belandden uiteindelijk in groep B, samen met Italië, Zweden en Turkije.
Op 29 mei 2000 maakte Waseige zijn EK-selectie bekend. Toni Brogno en Danny Boffin vielen op het laatste ogenblik af. Reservedoelman Ronny Gaspercic blesseerde zich aan de heup en werd vervangen door Frédéric Herpoel.
De Rode Duivels speelden op 10 juni de openingswedstrijd van het EK. In het Koning Boudewijnstadion versloeg België het Zweden van bondscoach Tommy Söderberg. Net voor en net na de rust scoorde België via respectievelijk Bart Goor en Émile Mpenza. Johan Mjällby scoorde de aansluitingstreffer na een slechte controle van doelman Filip De Wilde, maar verder kwamen de Zweden niet meer. Tegen Italië kwamen de Belgen er amper aan te pas. Francesco Totti zorgde al na 6 minuten voor een koude douche. Na het uur diepte Stefano Fiore de score uit. België had in de volgende wedstrijd voldoende aan een punt om door te stoten. Turkije profiteerde echter ook van een blunder van De Wilde. De doelman verloor net voor de rust een ogenschijnlijk makkelijk luchtduel van goalgetter Hakan Şükür. Na de rust zorgde de Turkse spits ook voor de 2-0. De Wilde sloot zijn rampzalig toernooi af met een rode kaart voor het neerhalen van de doorgebroken Arif Erdem. Omdat alle wissels waren opgebruikt, mocht verdediger Eric Deflandre onder de lat gaan staan. België werd uiteindelijk derde in groep B.

### Technische staf
De technische staf van bondscoach Robert Waseige bestond uit zijn rechterhand Vince Briganti en Frans Masson, die als sportief directeur verantwoordelijk was voor de scouting en trainersopleidingen van de KBVB. De doelmannen werden getraind door oud-international Jacky Munaron.
| Naam                | Functie            |
| ------------------- | ------------------ |
| Technische staf     |                    |
| Robert Waseige      | Bondscoach         |
| Vince Briganti      | Assistent-trainer  |
| Frans Masson        | Sportief directeur |
| Jacky Munaron       | Keeperstrainer     |
| André Van Maldeghem | Scout              |
| Vincent Fournier    | Perschef           |

### Selectie
| No. | Naam                | Wedstr. |   |   |   |   |   | Club                |
| --- | ------------------- | ------- | - | - | - | - | - | ------------------- |
| 1   | Filip De Wilde      | 3       | 0 | 0 | 1 | 0 | 0 | RSC Anderlecht      |
| 2   | Eric Deflandre      | 3       | 0 | 0 | 0 | 0 | 0 | Club Brugge         |
| 3   | Joos Valgaeren      | 3       | 0 | 0 | 0 | 0 | 0 | Roda JC             |
| 4   | Lorenzo Staelens    | 3       | 0 | 0 | 0 | 0 | 0 | RSC Anderlecht      |
| 5   | Philippe Clement    | 0       | 0 | 0 | 0 | 0 | 0 | Club Brugge         |
| 6   | Yves Vanderhaeghe   | 3       | 0 | 1 | 0 | 0 | 0 | Excelsior Moeskroen |
| 7   | Marc Wilmots        | 3       | 0 | 1 | 0 | 0 | 0 | FC Schalke 04       |
| 8   | Bart Goor           | 3       | 1 | 0 | 0 | 0 | 1 | RSC Anderlecht      |
| 9   | Émile Mpenza        | 3       | 1 | 1 | 0 | 0 | 0 | FC Schalke 04       |
| 10  | Branko Strupar      | 3       | 0 | 0 | 0 | 1 | 2 | Derby County        |
| 11  | Gert Verheyen       | 3       | 0 | 1 | 0 | 0 | 3 | Club Brugge         |
| 12  | Geert De Vlieger    | 0       | 0 | 0 | 0 | 0 | 0 | Willem II           |
| 13  | Frédéric Herpoel    | 0       | 0 | 0 | 0 | 0 | 0 | AA Gent             |
| 14  | Johan Walem         | 0       | 0 | 0 | 0 | 0 | 0 | Parma               |
| 15  | Jacky Peeters       | 1       | 0 | 0 | 0 | 1 | 0 | Arminia Bielefeld   |
| 16  | Luc Nilis           | 3       | 0 | 1 | 0 | 2 | 1 | PSV                 |
| 17  | Philippe Léonard    | 1       | 0 | 0 | 0 | 0 | 1 | AS Monaco           |
| 18  | Nico Van Kerckhoven | 3       | 0 | 1 | 0 | 1 | 1 | FC Schalke 04       |
| 19  | Eric Van Meir       | 0       | 0 | 0 | 0 | 0 | 0 | Lierse SK           |
| 20  | Gilles De Bilde     | 1       | 0 | 0 | 0 | 1 | 0 | Sheffield Wednesday |
| 21  | Mbo Mpenza          | 1       | 0 | 0 | 0 | 1 | 0 | Sporting Lissabon   |
| 22  | Marc Hendrikx       | 2       | 0 | 0 | 0 | 2 | 0 | KRC Genk            |

### Wedstrijden

#### Poulefase
|                    |                        |       |             |                                                                                               |
| 10 juni 2000 20:45 | België                 | 2 – 1 | Zweden      | Koning Boudewijnstadion, Brussel Toeschouwers: 46.700 Scheidsrechter: Markus Merk (Duitsland) |
| 10 juni 2000 20:45 | Goor 43' É. Mpenza 46' |       | 53' Mjällby | Koning Boudewijnstadion, Brussel Toeschouwers: 46.700 Scheidsrechter: Markus Merk (Duitsland) |

| België | Zweden |

| België:        |    |                     |         |
|                |    |                     |         |
| GK             | 1  | Filip De Wilde      |         |
| RB             | 2  | Eric Deflandre      |         |
| CB             | 4  | Lorenzo Staelens    |         |
| CB             | 3  | Joos Valgaeren      |         |
| LB             | 17 | Philippe Léonard    | 72'     |
| RM             | 11 | Gert Verheyen       | 65' 88' |
| DM             | 6  | Yves Vanderhaeghe   |         |
| AM             | 7  | Marc Wilmots        |         |
| LM             | 8  | Bart Goor           |         |
| CF             | 9  | Émile Mpenza        |         |
| CF             | 10 | Branko Strupar      | 69'     |
| Invallers:     |    |                     |         |
| FW             | 15 | Luc Nilis           | 69' 77' |
| DF             | 18 | Nico Van Kerckhoven | 72' 90' |
| DF             | 16 | Jacky Peeters       | 88'     |
| Coach:         |    |                     |         |
| Robert Waseige |    |                     |         |

| Zweden:         |    |                      |         |
|                 |    |                      |         |
| GK              | 1  | Magnus Hedman        |         |
| RB              | 2  | Roland Nilsson       | 46'     |
| CB              | 3  | Patrik Andersson     | 45' 81' |
| CB              | 4  | Joachim Björklund    | 89'     |
| LB              | 14 | Olof Mellberg        | 25'     |
| RM              | 11 | Niclas Alexandersson |         |
| DM              | 17 | Johan Mjällby        | 28'     |
| CM              | 15 | Daniel Andersson     | 70'     |
| LM              | 9  | Fredrik Ljungberg    |         |
| CF              | 19 | Kennet Andersson     | 84'     |
| CF              | 10 | Jörgen Pettersson    | 50'     |
| Invallers:      |    |                      |         |
| DF              | 5  | Teddy Lučić          | 46'     |
| FW              | 20 | Henrik Larsson       | 50'     |
| FW              | 18 | Yksel Osmanovski     | 70'     |
| Coach:          |    |                      |         |
| Tommy Söderberg |    |                      |         |

|                    |        |                    |        | |
| 14 juni 2000 20:45 | België | 0 – 2              | Italië | Koning Boudewijnstadion, Brussel Toeschouwers: 44.500 Scheidsrechter: José María García-Aranda (Spanje) |
| 14 juni 2000 20:45 |        | 6' Totti 66' Fiore |        | Koning Boudewijnstadion, Brussel Toeschouwers: 44.500 Scheidsrechter: José María García-Aranda (Spanje) |

| België | Italië |

| België:        |    |                     |     |
|                |    |                     |     |
| GK             | 1  | Filip De Wilde      |     |
| RB             | 2  | Eric Deflandre      |     |
| CB             | 4  | Lorenzo Staelens    |     |
| CB             | 3  | Joos Valgaeren      |     |
| LB             | 18 | Nico Van Kerckhoven | 46' |
| RM             | 11 | Gert Verheyen       | 67' |
| DM             | 6  | Yves Vanderhaeghe   |     |
| AM             | 7  | Marc Wilmots        | 70' |
| LM             | 8  | Bart Goor           |     |
| CF             | 9  | Émile Mpenza        |     |
| CF             | 10 | Branko Strupar      | 58' |
| Invallers:     |    |                     |     |
| MF             | 22 | Marc Hendrikx       | 46' |
| FW             | 15 | Luc Nilis           | 58' |
| FW             | 16 | Mbo Mpenza          | 67' |
| Coach:         |    |                     |     |
| Robert Waseige |    |                     |     |

| Italië:    |    |                      |     |
|            |    |                      |     |
| GK         | 12 | Francesco Toldo      |     |
| RWB        | 17 | Gianluca Zambrotta   | 47' |
| CB         | 13 | Alessandro Nesta     |     |
| CB         | 5  | Fabio Cannavaro      |     |
| CB         | 11 | Mark Iuliano         |     |
| LWB        | 3  | Paolo Maldini        |     |
| CM         | 4  | Demetrio Albertini   |     |
| CM         | 8  | Antonio Conte        | 44' |
| AM         | 18 | Stefano Fiore        | 81' |
| CF         | 20 | Francesco Totti      | 62' |
| CF         | 9  | Filippo Inzaghi      | 76' |
| Invallers: |    |                      |     |
| FW         | 15 | Alessandro Del Piero | 63' |
| FW         | 7  | Marco Delvecchio     | 77' |
| MF         | 10 | Massimo Ambrosini    | 83' |
| Coach:     |    |                      |     |
| Dino Zoff  |    |                      |     |

|                    |        |                |         | |
| 19 juni 2000 20:45 | België | 0 – 2          | Turkije | Koning Boudewijnstadion, Brussel Toeschouwers: 43.000 Scheidsrechter: Kim Milton Nielsen (Denemarken) (door blessure vervangen door de Oostenrijker Günter Benkö) |
| 19 juni 2000 20:45 |        | 45', 70' Şükür |         | Koning Boudewijnstadion, Brussel Toeschouwers: 43.000 Scheidsrechter: Kim Milton Nielsen (Denemarken) (door blessure vervangen door de Oostenrijker Günter Benkö) |

| België | Turkije |

| België:        |    |                     |     |
|                |    |                     |     |
| GK             | 1  | Filip De Wilde      | 81' |
| RB             | 2  | Eric Deflandre      |     |
| CB             | 4  | Lorenzo Staelens    |     |
| CB             | 3  | Joos Valgaeren      |     |
| LB             | 18 | Nico Van Kerckhoven |     |
| RM             | 11 | Gert Verheyen       | 63' |
| DM             | 6  | Yves Vanderhaeghe   | 44' |
| AM             | 7  | Marc Wilmots        |     |
| LM             | 8  | Bart Goor           | 58' |
| CF             | 9  | Émile Mpenza        | 63' |
| CF             | 15 | Luc Nilis           | 79' |
| Invallers:     |    |                     |     |
| MF             | 22 | Marc Hendrikx       | 58' |
| FW             | 20 | Gilles De Bilde     | 63' |
| FW             | 10 | Branko Strupar      | 79' |
| Coach:         |    |                     |     |
| Robert Waseige |    |                     |     |

| Turkije:        |    |                   |         |
|                 |    |                   |         |
| GK              | 1  | Rüştü Reçber      |         |
| RB              | 5  | Alpay Özalan      |         |
| CB              | 3  | Ogün Temizkanoğlu |         |
| CB              | 4  | Fatih Akyel       |         |
| LB              | 20 | Hakan Ünsal       |         |
| RM              | 11 | Tayfun Korkut     | 50' 39' |
| MF              | 7  | Okan Buruk        | 79'     |
| MF              | 15 | Muzzy Izzet       |         |
| LM              | 14 | Suat Kaya         |         |
| CF              | 6  | Arif Erdem        | 86'     |
| CF              | 9  | Hakan Şükür       |         |
| Invallers:      |    |                   |         |
| MF              | 8  | Tugay Kerimoğlu   | 39'     |
| DF              | 16 | Ergün Penbe       | 43'     |
| DF              | 13 | Osman Özköylü     | 86' 88' |
| Coach:          |    |                   |         |
| Mustafa Denizli |    |                   |         |

KBVB · A-internationals · Selecties · Statistieken · Bondscoaches · Belgisch vrouwenelftal · Olympisch elftal · België U21 · België U20 · België U19 · België U18 · België U17 · België U16 · Vrouwen U19 · Vrouwen U17
Albanië ·
Algerije ·
Andorra ·
Argentinië ·
Armenië ·
Australië ·
Azerbeidzjan ·
Bosnië en Herzegovina · 
Brazilië ·
Bulgarije ·
Burkina Faso ·
Canada ·
Chili ·
Colombia ·
Costa Rica ·
Cyprus ·
DDR ·
Denemarken ·
Duitsland ·
Egypte ·
El Salvador ·
Engeland ·
Estland ·
Faeröer ·
Finland ·
Frankrijk ·
Gabon ·
Gibraltar ·
Griekenland ·
Hongarije ·
Ierland ·
IJsland ·
Irak ·
Israël ·
Italië ·
Ivoorkust ·
Japan ·
Joegoslavië ·
Kazachstan ·
Kroatië · 
Letland ·
Litouwen ·
Luxemburg ·
Malta ·
Marokko ·
Mexico ·
Montenegro · 
Nederland ·
Noord-Ierland ·
Noord-Macedonië ·
Noorwegen ·
Oekraïne ·
Oostenrijk ·
Panama · 
Paraguay ·
Peru ·
Polen ·
Portugal ·
Qatar ·
Roemenië ·
Rusland ·
San Marino ·
Saoedi-Arabië ·
Schotland ·
Servië ·
Servië en Montenegro ·
Slovenië ·
Slowakije ·
Sovjet-Unie ·
Spanje ·
Tsjechië ·
Tsjecho-Slowakije ·
Tunesië · 
Turkije · 
Uruguay · 
Verenigde Staten · 
Wales · 
Wit-Rusland ·
Zambia · 
Zuid-Korea · 
Zweden · 
Zwitserland
Algerije (2014) ·
Argentinië (2014) · 
Brazilië (2018) · 
Canada (2022) · 
Denemarken (2021) · 
Engeland (2018, 1) · 
Engeland (2018, 2) · 
Finland (2021) · 
Frankrijk (1904) ·
Frankrijk (2018) · 
Ierland (2016) · 
Italië (2016) · 
Italië (2021) · 
Japan (2018) · 
Kroatië (2022) · 
Marokko (2022) · 
Nederland (1985) · 
Panama (2018) ·
Polen (1982) · 
Portugal (2021) · 
Rusland (2014) · 
Rusland (2021) · 
Sovjet-Unie (1982) · 
Tunesië (2018) · 
Verenigde Staten (2014) ·
West-Duitsland (1980) · 
Zuid-Korea (2014)